# Győr tömegközlekedése
Győr tömegközlekedéséről az állami tulajdonú MÁV Személyszállítási Zrt. gondoskodik.

## A közösségi közlekedés kezdete
A helyi autóbusz-közlekedés a Győri Általános Közlekedési Vállalat (vagy más néven Staar Autóbuszüzem) jóvoltából 1926. augusztus 16-án két kocsival vette kezdetét. Ez a vállalkozás indította el 1928. február 15-én a háború utáni első két taxit is a városban. Később a buszok száma 5-re nőtt, és 1927-től fokozatosan kiépült az autóbusz-közlekedés a környező falvakkal. (Az első világháború előtt, alatt többször felvetődött a városi villamos, troli kiépítésének ötlete is, de az útvonalak vezetése miatt ez kivitelezhetetlen volt.) A helyi közlekedés máig legnagyobb gondja abból adódik, hogy a várost középütt ketté szeli a tranzit vasúti- és közúti pálya. A város két felének összekötéséhez emiatt hidakra lesz szüksége (v.ö.: aluljáró építése). Az 1928. évi városrendezési tervpályázatok némelyike a vasút, közút kitelepítésével akarta a problémát enyhíteni. Egy tervező egészen extrém javaslattal állt elő: helyezzék a várost kettészelő vasúti pályát egy 20 méter széles, 4-5 méter magas töltésre, amelyen kellő számú átjárót építhetnének. A vasút és közút kitelepítése a háború utáni rendezési tervben is felmerült!

## A közösségi közlekedés fejlődése a városban
Győrt a nagy kerékpáros forgalom miatt a hetvenes évek elejéig „a kerékpárosok városának” is nevezték. A város síkvidéki domborzata kedvező a kerékpáros közlekedés szempontjából.  A motorizáció fejlődése visszaszorította a kerékpározási kedvet. A forgalom növekedése, a velejáró környezetszennyezés miatt, illetve az elmúlt évtizedekben kiépített kerékpárutak hatására, újra nőni kezd kerékpározási kedv. Ez azonban nem oldja meg a közösségi közlekedés problémáit.
Az önkormányzat feladatai közé tartozó helyi tömegközlekedési szolgáltatást a MÁV Szemályszállítási Zrt. végzi. A motorizáció hátrányos következményeit, az egyéni gépjármű-közlekedés okozta zsúfoltságot, a belvárosi közlekedés szűk keresztmetszetét, a környezetszennyezés növekedését a tömegközlekedés ellensúlyozhatja. A szűk belvárosi utak, utcák zsúfoltságának csökkentése az egyéni közlekedésben korlátozó intézkedések (fizető parkolás, gyalogosövezetek) bevezetésével, a közösségi közlekedés fejlesztésével érhető el.
A törzshálózaton a követési idő csúcsidőben jellemzően 10-15 perces (tanítási napokon 5-10 perces), csúcsidőn kívül 20-30 perces. A külső városrészek kiszolgálásánál fordul elő 60 perces, vagy annál magasabb követési idő. Munkaszüneti napokon a járatsűrűség kisebb.
Az utastájékoztatás a megállóhelyeken megfelelő, a járművek fedélzetén azonban erőteljes fejlesztésre szorul. A járművek tisztasága megfelel a kívánalmaknak. Új buszvásárlásokkal, az elavult járműállomány cseréjével, az autóbuszok előnyben részesítésével, az üzemidő bővítésével, rugalmasabb tarifarendszerrel, valamint a járatsűrűség növelésével lehet a közösségi közlekedés vonzerejét növelni.
A szolgáltató Volánbusz jogelődjének, a Kisalföld Volánnak 1994-ig nyereséges volt a helyi közlekedés is, azonban azóta magasak a veszteségei. A veszteségek a jegyárak drasztikus emelésével és magasabb önkormányzati támogatásokkal lenne kompenzálható. Eltérően más közlekedési vállalatoktól a megyei szolgáltató kevesebb állami támogatást kap, mint más társaság. A megyei és városi önkormányzat saját működési bevételeiből nem tudja finanszírozni – csak kisebb mértékben –, így fokozottabb állami beavatkozásra vár.
A városi hosszú távú közlekedési koncepcióban több alternatíva is felmerült. Ezek megvalósulása még nem körvonalazódik. (Az agglomerációs területekről nagyvasúti sínpályát felhasználva, elővárosi vasutat hoznának létre, s a belső területeken városi vasútra csatlakoznának.)
Az Ipari Park és az AUDI-gyár forgalma megnőtt. A beruházók a tömegközlekedést is az infrastruktúra részének tekintik, de kielégítését csak más területek kárára tudnák megoldani.

## Járműpark
Győr helyi tömegközlekedését 92 autóbusz bonyolítja le.
| Kép | Gyártó             | Típus                                                    | Évjárat        | Darab |
| --- | ------------------ | -------------------------------------------------------- | -------------- | ----- |
|     | Kravtex, Kühne     | Credo BN 12 ♿                                           | 2006–2010      | 16    |
|     | Kravtex, Kühne     | Credo BN 18 ♿                                           | 2006–2010      | 13    |
|     | Mercedes-Benz Türk | Mercedes-Benz Conecto LF ♿ Mercedes-Benz Conecto NGC ♿ | 2009-2010 2019 | 19    |
|     | Mercedes-Benz Türk | Mercedes-Benz Conecto G Mercedes-Benz Conecto G NGC ♿   | 2004–2006 2020 | 31    |
|     | BYD Auto           | BYD K9 UD ♿                                             | 2023           | 13    |

## Autóbuszvonalak
Érvényes 2022. április 9-től:
| Járat | Végállomások                       | Végállomások                           | Megjegyzés |
| ----- | ---------------------------------- | -------------------------------------- | --- |
| 1     | Gyirmót, Papréti út                | Újváros, Nép utca                      | |
| 1A    | Marcalváros, Kovács Margit utca    | Újváros, Nép utca                      | |
| 1B    | Gyirmót, Papréti út                | Újváros, Nép utca                      | Csak egy irányban közlekedik, az újvárosi temető érintésével                                                     |
| 2     | Zöld utca, Szőnyi Márton utca      | Révai Miklós utca                      | |
| 2B    | Zöld utca, Szőnyi Márton utca      | Révai Miklós utca                      | Csak egy irányban közlekedik.                                                                                    |
| 5     | Kismegyer, Arató utca, Major utca  | Révai Miklós utca                      | |
| 5B    | Kismegyer, Arató utca, Major utca  | Révai Miklós utca                      | |
| 5R    | Kismegyer, Arató utca, Major utca  | Révai Miklós utca                      | |
| 6     | Kismegyer, Arató utca, Major utca  | Szitásdomb, Sárási út                  | |
| 7     | Révai Miklós utca                  | Virágpiac                              | Ellenkező irányban 17-es jelzéssel közlekedik.                                                                   |
| 8     | Révai Miklós utca                  | Likócs, Pesti út, Esztergető utca      | |
| 8Y    | Munkácsy Mihály utca               | Likócs, Pesti út, Esztergető utca      | |
| 9     | Széchenyi István Egyetem           | Révai Miklós utca                      | Csak egy irányban közlekedik, kizárólag munkanapokon. Szombaton és munkaszüneti napokon a 9A busz jár helyette.  |
| 9A    | Virágpiac (körjárat)               | Virágpiac (körjárat)                   | Kizárólag szombaton és munkaszüneti napokon közlekedik. Munkanapokon a 9-es busz jár helyette.                   |
| 10    | Autóbusz-állomás                   | Bácsa, vámosszabadi elágazás           | |
| 11    | Marcalváros, Kovács Margit utca    | Bácsa, Ergényi lakótelep, Telek utca   | |
| 11Y   | Marcalváros, Kovács Margit utca    | Bácsa, Ergényi lakótelep, Telek utca   | |
| 12    | Révai Miklós utca                  | Audi-gyár, 5-ös porta                  | |
| 12A   | Révai Miklós utca                  | Audi-gyár, 8-as porta                  | |
| 12Y   | Széchenyi István Egyetem           | Audi-gyár, 5-ös porta                  | |
| 13    | Marcalváros, Kovács Margit utca    | Pinnyéd, Új sor                        | |
| 13B   | Marcalváros, Kovács Margit utca    | Pinnyéd, Új sor                        | |
| 14    | Marcalváros, Kovács Margit utca    | Újváros, Nép utca, templom             | |
| 14A   | Marcalváros, Kovács Margit utca    | Liget utca, Nyár utca                  | |
| 14B   | Marcalváros, Kovács Margit utca    | Újváros, Nép utca, templom             | |
| 15    | Révai Miklós utca (körjárat)       | Révai Miklós utca (körjárat)           | |
| 15A   | Révai Miklós utca                  | AUDI gyár, 5-ös porta, parkoló         | |
| 16    | Marcalváros, Kovács Margit utca    | Keverőtelep (Újfalu lakópark)          | |
| 17    | Virágpiac                          | Révai Miklós utca                      | Ellenkező irányban 7-es jelzéssel közlekedik.                                                                    |
| 17B   | Virágpiac                          | Révai Miklós utca                      | Csak egy irányban közlekedik.                                                                                    |
| 18    | Révai Miklós utca                  | Munkácsy Mihály utca                   | Töltésszer érintésével közlekedik.                                                                               |
| 19    | Révai Miklós utca                  | Széchenyi István Egyetem               | Csak egy irányban közlekedik, kizárólag munkanapokon. Szombaton és munkaszüneti napokon a 19A busz jár helyette. |
| 19A   | Virágpiac (körjárat)               | Virágpiac (körjárat)                   | Kizárólag szombaton és munkaszüneti napokon közlekedik. Munkanapokon a 19-es busz jár helyette.                  |
| 20    | Zöld utca, Soproni út              | AUDI gyár, 8-as porta                  | |
| 20Y   | Ménfőcsanak, Győri út, körforgalom | AUDI gyár, 8-as porta                  | Kizárólag munkanapokon közlekedik.                                                                               |
| 21    | Révai Miklós utca                  | Ménfőcsanak, Győri út, körforgalom     | Kizárólag munkanapokon közlekedik.                                                                               |
| 21B   | Révai Miklós utca                  | Ménfőcsanak, Győri út, körforgalom     | Kizárólag munkanapokon közlekedik.                                                                               |
| 22    | Révai Miklós utca                  | Ménfőcsanak, Győri út, körforgalom     | |
| 22A   | Révai Miklós utca                  | Marcalváros, Kovács Margit utca        | |
| 22B   | Révai Miklós utca                  | Ménfőcsanak, Győri út, körforgalom     | |
| 22Y   | Révai Miklós utca                  | Ménfőcsanak, Győzelem utca, Újkút utca | Kizárólag munkanapokon közlekedik.                                                                               |
| 23    | Marcalváros, Kovács Margit utca    | Győrszentiván, Kálmán Imre út          | |
| 23A   | Marcalváros, Kovács Margit utca    | Ipar utca, Volán-telep                 | |
| 24    | Marcalváros, Kovács Margit utca    | AUDI gyár, 5-ös porta, parkoló         | |
| 25    | Marcalváros, Kovács Margit utca    | Ipari Park, Égerfa utca                | Egyes járatok Ipari Park, Almafa utca, Czompa Kft. megállóig közlekednek.                                        |
| 26    | Marcalváros, Kovács Margit utca    | Ipari Park, Almafa utca, Czompa Kft.   | Kizárólag munkanapokon közlekedik.                                                                               |
| 27    | Autóbusz-állomás                   | Fehérvári út 206.                      | |
| 28    | Marcalváros, Kovács Margit utca    | LOC 2 logisztikai csarnok              | |
| 29    | Révai Miklós utca                  | Széchenyi István Egyetem               | Munkaszüneti napokon nem közlekedik.                                                                             |
| 30    | Révai Miklós utca                  | Győrszentiván, Kálmán Imre út          | |
| 30A   | Révai Miklós utca                  | Győrszentiván, Kálmán Imre út          | |
| 30B   | Révai Miklós utca                  | Győrszentiván, Kálmán Imre út          | Kizárólag munkanapokon közlekedik.                                                                               |
| 30Y   | Révai Miklós utca                  | Győrszentiván, Kálmán Imre út          | Kizárólag munkanapokon közlekedik.                                                                               |
| 31    | Révai Miklós utca                  | Győrszentiván, Kálmán Imre út          | |
| 31A   | Révai Miklós utca                  | Győrszentiván, Homoksor, Napos út      | Kizárólag munkanapokon közlekedik.                                                                               |
| 32    | Autóbusz-állomás                   | Ménfőcsanak, Hegyalja utca, Újkút utca | |
| 34    | Autóbusz-állomás                   | Ménfőcsanak, Sokorópátkai út           | |
| 36    | Autóbusz-állomás                   | Ménfőcsanak, Koroncói úti telep        | |
| 37    | Révai Miklós utca                  | Gyirmót, Papréti út                    | Kizárólag munkanapokon közlekedik.                                                                               |
| 37T   | Marcalváros, Kovács Margit utca    | Zechmeister utca, Rába-part            | Kizárólag november 1-jén közlekedik.                                                                             |
| 38    | Révai Miklós utca                  | Ipari Park, Égerfa utca                | Egyes járatok Ipari Park, Almafa utca, Czompa Kft. megállóig közlekednek.                                        |
| 38A   | Révai Miklós utca                  | Ipari Park, Almafa utca, Czompa Kft.   | Kizárólag munkanapokon közlekedik.                                                                               |
| 41    | Zöld utca, Soproni út              | Honvédség, főkapu                      | Kizárólag munkanapokon közlekedik.                                                                               |
| 42    | Marcalváros, Kovács Margit utca    | Honvédség, főkapu                      | Kizárólag munkanapokon közlekedik.                                                                               |
| 900   | Autóbusz-állomás                   | Ménfőcsanak, Hegyalja utca, Újkút utca | |